# نديم الملاح (شيخ)
نديم الملاح( 1306 هـ - 1893 م- 1393 هـ 1973 م)  أديب و لغوي أردني ساهم في تشكيل الحركة الفكرية و الثقافية ،عضو في مجلس الأعيان الأردني عمل مرارا بعضوية هيئة النيابة عن عرش الاردن حين سفر الملك عبد الله بن الحسين سنة 1956 ، 1957 ، 1958م.
نشأ على يديه رجالات الأردن العظام الذين كان لهم دور هام في تطور الدولة الأردنية منهم دولة المرحوم بهجت التلهوني والأستاذ موسى الساكت والمشير حابس المجالي والمرحوم الأديب عبد الحليم عباس ، والمرحوم الأستاذ خليل الساكت والمرحوم السيد محمد الخشمان، وحافظ جاسر ، وعلي سيدو الكردي وعبد المجيد السالم الحياري وغيرهم الكثير،

## مولده ونشأته
ولد نديم بن محمود بن أحمد بن محمد بن عمر التقي الملاّح في طرابلس/ لبنان سنة 1306 هـ / الموافق سنة 1889م .
سميت الاسرة بالملاح نسبه إلى تجارة الملح حيث امتهن جد العائلة تجارة الملح في مدينة طرابلس بلبنان ،

## دراسته ومراحل تعليمه
- تلقّى تعليمه حتى المرحلة الإعدادية في طرابلس. ثم رحل الى القاهرة ليكمل تعليمه في الأزهر، فحصل على شهادة الأزهر الشريف سنة 1913م ، وكان من أهم أساتذته ومعلميه الأزهريين :
- الشيخ عبد الكريم محمد عويضة .
- الشيخ محمد كمال الدين القاوقجي .
- سليمان عبد المعطي .
- عيسى يوسف منون.
- العلامة محمد الحسيني الطرابلسي .
- الإمام محمد عبده الذي تشرب على يديه فكر السلف، وروح الإصلاح .

عاد بعد ست سنوات فور حصوله على شهادته الازهرية الى طرابلس ابان التحولات التي انتهت بسيطرة الفرنسيين على لبنان والشام .

## حياته
تنقل نديم الملاح خلال حياته في عدة بلدان حيث عاش في سورية، ومصر، والأردن ، وفلسطين، وتركيا.
وعمل نديم الملاّح إماماً في الجيش العثماني مدّة الحرب العالميّة الأولى.
شارك في الحياة السياسية، والأدبية في دمشق بين عامي ( 1919 - 1920 ) يخطب، ويحاضر، ويناقش في النادي العربي .وكان نشاطه السياسي مناهضاً للوجود الفرنسي ، وعندما شعر الفرنسيون بخطر دعوة نديم الملاح ضدهم، طاردوه، وضيقوا عليه ، الأمر الذي دفع به، فلجأ إلى القدس .
وصل نديم الملاح إلى القدس الشريف عام 1920م ، وقد عمل خلال هذه الفترة مدرساً بمدرسة روضة المعارف في القدس، وعهد إليه بتدريس الدين واللغة العربية. استمر الشيخ نديم الملاح في عمله في مجال التدريس في القدس ، حيث عمل على أكثر من جبهة فتابع دراسته في معهد الحقوق المقدسي سنة 1924، وحصل على شهادة الحقوق المقدسيّة من مجلس العلوم الحقوقية في القدس.
لكنه خلال هذه الفترة لم يتخلّ عن فعله النضالي في مواجهة المستعمر ، فأسهم في الحركة المناوئة للإنجليز في فلسطين
ضاق الإنجليز به ذرعاً ، وأجبروه على اللجوء إلى الأردن ، حيث وصل عمان في عام 1925م ، ولعل المناخ العروبي الذي تأسست عليه إمارة شرق الأردن، شكّل للملاح ملاذاً مشجعاً على الإقامة والعمل في خدمة أمته العربية .
طابت له الإقامة في الأردن، فعمل مدرساً في مدرسة تجهيز عمان من سنة ( 1925 - 1926 )، ثم التحق بمدرسة تجهيز إربد من سنة ( 1926 - 1927) وفي مدرسة السلط الثانوية من سنة ( 1928 - 1931 ) ، وهناك في مدرسة السلط، لعب دوراً مؤثراً ولمع نجمه، حيث تخرج على يديه عدد من رجالات الأردن العظام الذين تقلدوا مناصب سياسية رفيعة المستوى في تاريخ الدولة الأردنية، وكان من الأساتذة الذين زاملوه في التدريس :
- الأستاذ محمد سعيد البحرة .
- محمد أديب العامري .
- محمد علي الحوماني .
- على روحي.
- الشيخ محمد الصالح .
- الأستاذ عبد اللطيف الحسيني .

وكان له تأثيره الخاص على طلابه ، وله بصماته في مجال التربية والتعليم .
حصل على إجازة بالمحاماة في لبنان من نقابة المحامين في طرابلس سنة 1925 وحصل على إجازة لتعاطي المحاماة أمام المحاكم النظامية في عمان في 3 أيلول سنة 1929م.
```
وقد عمل الملاح بعد ذلك محامياً شرعياً ونظامياً ، ومكنه حصوله على شهادة الحقوق المقدسية من مجلس العلوم الحقوقية في القدس، من العمل في المحاماة في مرحلة لاحقة، حيث بقي يمارس مهنة المحاماة أكثر من ثلاثين عاماً.
```

تزوج من آل عطية من مدينة السلط.
وله من الابناء سهيل ، راسم ، حازم ، ( اللواء الطبيب إبراهيم الملاح من أشهر الأطباء في الأردن )، وله ابنتان. ومن أحفاده المذيع نديم إبراهيم الملاح في قناة الجزيرة للنشرات الاقتصادية .

## أشهر تلامذته
```
وكان من بين التلاميذ الذين تعلموا على يديه :فوزي الملقي، موسى الساكت، بهجت التلهوني ، حابس المجالي ، عبد الحليم عباس، ونجيب الرشدان.
```

## المناصب التي تولاها
- كان نديم الملاح عضواً في لجنة فحص طلبات الإجازة في مهنة المحاماة الشرعية من سنة 1948 حتى سنة م1952 وعضواً في مجلس الأوقاف الأعلى سنة 1947 م وعضواً في إدارة الشؤون الإسلامية من سنة 1955 حتى سنة م1958 وعضو الهيئة العلمية الإسلامية من سنة 1959 حتى سنة 1961 حيث استقال منها حين صار عضواً في مجلس الأعيان الأردني .
وكان نديماً للملك عبد الله بن الحسين في مجالسه الدينية والأدبية .فكان الملك يرى نديم الملاح مجمعاً علمياً فيه من شتى ضروب العلم والمعرفة فكان عالماً أديباً شاعراً مثقفاً سياسياً ناقداً وكانت مناقشاته للأمور والقضايا التي يطرحها الملك المؤسس تلقى طريقها إلى نفس الملك عبد الله الأول فتحظى بالقبول.

## دوره في مجال الصحافة الإسلامية
```
عَمًدَ الشيخ نديم الملاح إلى تأسيس أول مجلة تصدر في الأردن "مجلة الحكمة" أوائل سنة م1932 بهدف نشر العلم والثقافة بين جميع أفراد الشعب الأردني، وقد قال نديم الملاح في مقدمة العدد الأول من المجلة: (( جلوت فيها ظلام الجمود والتقليد بنور التفكير الحر والدليل الواضح وجعلت للدين المنزلة العليا منها.
وقد صدر منها عشرة أعداد في السنة الأولى وعددان في السنة الثانية م1933 .
ومن أشهر الذين كتبوا في مجلة الحكمة : 
سليمان النابلسي
، 
وحسني فريز
، وعبد الحليم عباس ، وعلي سيدو الكردي، وصالح الصمادي، وسعيد الدرة، ونجيب الشريدة ... وغيرهم.
```

## مؤلفاته
```
للشيخ نديم الملاح قصيدة مطولة عن القدس تقع في 35 بيتا سماها فتنة فلسطين (1949).
```

### الشعر
```
نظم في عدد غير قليل من أغراض الشعر: كالمدح، والنقد الاجتماعي، والاهتمام بعظماء الرجال، مدحًا أو رثاء، له قصائد في مدح جهاد غاندي، وفي رثاء سعد زغلول، والمنفلوطي، وجبران، وعز الدين القسام، وله شعر ذاتي عبر فيه عن تجربته النفسية وهمومه الخاصة، وتطلعاته، غلب على قصائده الاتجاه الوطني والتربوي، مستنهضًا الهمم ومعبرًا عن رؤيته القومية، وسرت فيه روح الدعابة والمرح، في عبارته سلاسة ورشاقة، وفي أوزانه موسيقا تتجاوز الوزن والقافية إلى البنية الصوتية للعبارة، كما في «الشرق الساهي» و«سورية والحدث المنتظر» وغيرهما.
```

1. المشاعر، وزارة الأوقاف، عمّان، 1975.
2. ديوان الشيخ نديم الملاّح، تحقيق راسم نديم الملاّح، منشورات دائرة الثقافة والفنون ، وزارة الثقافة، عمّان، 1984م.

### الدراسات
```
له عدد من المؤلفات، منها:
```

- نموذج الفضائل الإسلاميّة، 1945.

وكان أوّل كتاب صدر له ، حيث جاءت فكرة الكتاب بعد أن ألقى الشيخ الملاح خطبة في نادي جمعية الشبان المسيحية في القدس بناء على طلبهم. فكتب فصول هذا الكتاب يبيّن فيه فضائل الإسلام على العالم بوصفه ديناً اجتماعياً سياسياً إنسانياً ، فتحدّث عن الشورى والحرية والعدل والمرأة وحقوقها وغير ذلك من المواضيع المتعلقة بالعبادات والمعاملات. فيما بعد اتّسعت رؤية الشيخ الملاح وتعمّقت نظرته للإسلام فكرياً ، فكتب كتاباً عن العقائد الإسلامية .
- العقائد الإسلاميّة، مطبعة الأيتام الإسلاميّة، القدس، 1952.
- رسالة الروح، د.ن، عمّان، 1962.
- حقوق المرأة المسلمة، المطبعة الحديثة، عمّان، 1969.
- موجز تاريخ الرق، المطبعة الحديثة، عمّان، 1969.
- في الميزان (استدراك على كتاب طه حسين في الشعر الجاهلي، منشورات دائرة الثقافة والفنون، عمّان، 1984م.
- مختارات في اللغة والأدب، وزارة الثقافة، عمّان - د.ن.
- الفلاسفة السبعة، تحقيق شكري حجّي، دار الجذور، الزرقاء، 1997.
- الأعمال الكاملة، الجزء 3،2،1 ، جمع وتقديم زياد أبو لبن وسمير اليوسف، وزارة الثقافة، عمّان، 2003.

### مخطوطات
- استدراكات على الأستاذ محمد كرد علي في خططه وعلى القرارات اللغويّة التي قرّرها مجمع لغة العرب وما في عنوانه السابق من خطأ لغوي وقد قام بتصحيحه.
- سرّ البلاغة.

## قالوا عنه
قال دولة السيد أحمد اللوزي في شخصية الشيخ نديم الملاح : 
كان الأستاذ الشيخ نديم الملاح رحمه الله من أعلام الفكر والأدب والتربية والتعليم والوطنية والمحاماة وقد ضرب في هذه الميادين بسهم وافر وله فيها تأليف وخطابة وتدريس ومواقف ، أكرمُ المآثر ، وإن كان الشعر كما وصفه في ديوانه "صوت شعور" فإنك واجد فيه إلى صدق اللهجة أرفع السجايا وأنبل المشاعر وهو يمثل بحق جيلاً من المناقب والمبادئ يضطلع بأشرف التبعات وينهض بأسمى المهمات وقد لقي الأديب الشاعر بعد ذلك من جلالة الحسين بن طلال ما كان يلقاه من جده الملك عبد الله من رعاية وقد اختصه بالثقة وأكرمه باختياره عضواً في مجلس الأعيان ، حيث كان له أثره المرموق شأنه شأن أنداده من رجال الرعيل الأول. وفي أثناء مقامه في الأردن ، في صدر شبابه حتى استأثرت به رحمة الله في شيخوخته كانت له في جميع المناسبات القومية مواقف يصدح فيها تمجيداً لحركة عربية أو تحية لبطل وطني أو هزاً لروح قومية أو رثاء لراحل عظيم.
وقال د. محمد محمود العناقرة : 
(( كان العلامة نديم الملاح ناثراً صاحب أسلوب خاص يتصف بالمتانة التركيبية والجزالة اللفظية والتسلسل المنطقي والإيجاز وكان شاعراً مجيداً طرق أبواباً منوعة من الشعر كان يحب الأردن، ويفتخر بأجياله الصاعدة وإذا أردنا ذكر مناقب وصفات الشيخ الملاح فإن المرء يحار من وجود شخص تجتمع فيه هذه المناقب كلها فكان القدوة لطلابه يسيرون على نهجه ويعتبرونه المثل الأعلى لهم )) .
قال الأستاذ عجاج نويهض في شخصية نديم الملاح:

 الشيخ نديم الملاح قدوة الطبقة المتقدمة من الفضلاء، علامة فقيه فهامة، وعاء من أوعية العلوم الإسلامية ، عليم بها بصير، وقد جمع إلى ذلك الأدب من الطراز العالمي الأصيل، نظماً ونثراً وهو في أسرار اللغة صيرفي حاذق كلامه منقى وعباراته عالية الأسلوب وافرة الرصانة، وبعد تميزه بالعلوم الإسلامية ورسوخ قدمه في الأدب، تميز بفضيلة زادت من فضله وضياء سراجه، أديب دقيق الميزان محيط بدقائق اللغة كثير الحفظ لمتونها ولنوادرها وأمثالها وحكايتها ، طيب القول رشيق المعنى.

```
وقال الأستاذ ضيف الله الحمود:
```

 ظل العلامة نديم الملاح حتى النهاية المحتومة محافظاً على كرامته معتداً بأصالته باراً بتراث أمته وقيمها الحضارية وفياً للغتها وفاء للعروبة والإسلام حيث تمكن هذا الوفاء من نفسه ليجعل حديثه عن هذه اللغة وآدابها جدياً حماسياً ، الشيخ نديم الملاح من رجال الرعيل الأول ومن مدرسة الثورة العربية عاش ومات وقوراً مهيباً محترماً ناظراً بأبصاره نحو المثل العليا مؤمناً برأيه صادقاً في أقواله ولهجته يكد ويتعب غير مرخص نفسه وهو لا يذل كرامته فأستحق التقدير من الله العلي العظيم أحسن الجزاء.

```
أما الأستاذ عبد الرحيم الواكد فقد وصف الشيخ نديم الملاح قائلاً:
```

 لقد كان العلامة نديم الملاح بطلاً مقداماً في قول الحق لايماري، ولا يداهن إذا نطق بلسانه الفصيح سكت الجميع إجلالاً واحتراماً لما يبديه من آراء صائبة وأفكار صادقة على أن مهابة العلم الذي يملأ صدره والتي تجعل السامع يوجس خيفة من الرد على ما يبديه من آراء ليخفف من غلوائها بسمته العذبة وضحكته الصافية وخلقه الرضي مما يجعل السامع مطمئن البال على نقاشه معه ليزداد علماً ومعرفة.

```
الأديب روكس العزيزي قال في نديم الملاح:
```

 الشيخ نديم الملاح عالم ثبت وبحاثه محقق ، شاعر تطيعه اللغة ، وتنقاد له القوافي زانه تواضع العلماء وسعة آفاقهم وحبه للإصلاح ووفائه لأصدقائه وإخلاصه للحقيقة وميله للتجديد النافع وكراهيته للتزمت البغيض. هدوء العلماء واتزانهم سماحة في النفس ، تبعده عن التزمت وتدعو إلى الاطمئنان إليه ..هذه هي الملامح التي تبرهن في أول لقاء للمرحوم الشيخ نديم الملاح.

وقدم الناقد الأستاذ زياد أبو لبن في رابطة الكتاب الأردنيين فرع إربد محاضرة بعنوان "نديم الملاح في الميزان"، مستعرضاً مسيرة حياته، ومتوقفاً عند مؤلفاته في العقيدة الإسلامية وديوان شعره ومقالاته في اللغة والأدب . كما توقف أبو لبن عند كتاب: "الفلاسفة السبعة" ، وعلل سبب وقوفه بـ: الأسلوب الجميل ، الذي سار عليه الشيخ ، فهو قد بسط العبارة ، ورقق اللفظ ، وانتقل من حديث لآخر ، نقلاً سهلاً ممتعاً ، يروق للقارئ ، وقد استخدم الشيخ لأنا المتحدثة على ألسنة الفلاسفة ، في سرد وقائعهم ، وأطوار حياتهم ، وجعل منهم شهوداً على عصور جاءت بعد وفاتهم ، بل يحاكون تلك العصور وكأنهم أحياء مرّوا بها.
وختم محاضرته بالقول إن الشيخ نديم الملاح أحب العربية حباً جماً فأجادها وأبدع فيها ، وحرص على انتمائه للعروبة ، واعتزازه بعقيدته ، وكان شديد الحرص على صحة اللغة ، وسلامة أساليبها ، وصاحب دعوة للارتقاء باللغة ، والابتعاد عن الرخيص المبتذل من القول ، والنهل من معين التراث وعيونه. وكان قد أدار المحاضرة الشاعر علي الهصيص ..
أصدراالناقد زياد أبو لبن، والقاص سمير اليوسف الأعمال الكاملة للشيخ نديم الملاح في ثلاثة مجلدات عام 2003 وعام 2005 عن وزارة الثقافة الاردنية.

## وفاته
لم يتوقف الشيخ نديم الملاح عن الكتابة والعمل حتى توفي في 17 ـ 9 ـ م1973 ودفن في المقابر الملكية بأمر من الملك الحسين بن طلال ، قامت الحكومة الأردنية بتسمية شارع باسم نديم الملاح في الأردن .